# Tympanogaster spicerensis
Tympanogaster spicerensis är en skalbaggsart som beskrevs av Perkins 2006. Tympanogaster spicerensis ingår i släktet Tympanogaster och familjen vattenbrynsbaggar. Inga underarter finns listade i Catalogue of Life.